# Esporte Clube Cruzeiro
|  | No s'ha de confondre amb Cruzeiro Esporte Clube. |

L'Esporte Clube Cruzeiro, també anomenat Cruzeiro-RS, és un club de futbol brasiler de la ciutat de Cachoeirinha, Rio Grande do Sul.
Va ser fundat el 14 de juliol de 1913 a Porto Alegre.

## Palmarès
- Campionat gaúcho: 
  - 1929
- Campionat gaúcho de segona divisió:
  - 2010